# Акдепинский этрап
Акдепинский этрап (туркм. Akdepe etraby) — этрап в Дашогузском велаяте Туркменистана. Административный центр — город Акдепе.

## История
Образован в мае 1937 года как Ленинский район Ташаузского округа Туркменской ССР с центром в селе Ак-Тепе. В ноябре 1939 года Ташаузский округ был упразднён, и Ленинский район отошёл к новообразованной Ташаузской области.
В январе 1963 года Ташаузская область была упразднена, и Ленинский район перешёл в прямое подчинение Туркменской ССР. В декабре 1970 года район был передан в восстановленную Ташаузскую область. В 1992 году Ленинский район был переименован в Акдепинский этрап и вошёл в состав Дашогузского велаята.
9 ноября 2022 года к Акдепинскому этрапу был присоединён этрап имени Гурбансолтан-эдже.

## Известные уроженцы
- Андалиб, Нурмухамед-Гариб — классик туркменской поэзии XVIII века.